# Giro del Lussemburgo 1980
Il Giro del Lussemburgo 1980, quarantaquattresima edizione della corsa, si svolse dal 4 all'8 giugno su un percorso di 710 km ripartiti in 4 tappe più un cronoprologo, con partenza a Lussemburgo e arrivo a Diekirch. Fu vinto dall'olandese Bert Oosterbosch della Ti-Raleigh-Creda davanti al suo connazionale Leo van Vliet e allo svizzero Daniel Gisiger.

## Tappe
| Tappa  | Data     | Percorso                                      | km  | Vincitore di tappa | Leader cl. generale |
| ------ | -------- | --------------------------------------------- | --- | ------------------ | ------------------- |
| Prol.  | 4 giugno | Lussemburgo > Lussemburgo (cron. individuale) | 1   | Jan Raas           | Jan Raas            |
| 1ª     | 5 giugno | Lussemburgo > Esch-sur-Alzette                | 183 | Jan Raas           | Jan Raas            |
| 2ª     | 6 giugno | Esch-sur-Alzette > Grevenmacher               | 183 | Leo van Vliet      | Bert Oosterbosch    |
| 3ª     | 7 giugno | Grevenmacher > Echternach                     | 173 | René Bittinger     |                     |
| 4ª     | 8 giugno | Echternach > Diekirch                         | 170 | Hubert Mathis      | Bert Oosterbosch    |
| Totale | Totale   | Totale                                        | 710 |                    |                     |

## Dettagli delle tappe

### Prologo
- 4 giugno: Lussemburgo > Lussemburgo (cron. individuale) – 1 km

| Pos. | Corridore              | Squadra    | Tempo |
| ---- | ---------------------- | ---------- | ----- |
| 1    | Jan Raas               | TI-Raleigh | 2'06" |
| 2    | Bert Oosterbosch       | TI-Raleigh | a 4"  |
| 3    | Jean-Luc Vandenbroucke | La Redoute | s.t.  |

| Pos. | Corridore              | Squadra    | Tempo |
| ---- | ---------------------- | ---------- | ----- |
| 1    | Jan Raas               | TI-Raleigh | 2'06" |
| 2    | Bert Oosterbosch       | TI-Raleigh | a 4"  |
| 3    | Jean-Luc Vandenbroucke | La Redoute | s.t.  |

### 1ª tappa
- 5 giugno: Lussemburgo > Esch-sur-Alzette – 183 km

| Pos. | Corridore     | Squadra          | Tempo    |
| ---- | ------------- | ---------------- | -------- |
| 1    | Jan Raas      | TI-Raleigh       | 4h25'41" |
| 2    | Leo van Vliet | TI-Raleigh       | a 31"    |
| 3    | Wim de Ruiter | HB Alarmsystemen | s.t.     |

| Pos. | Corridore              | Squadra    | Tempo    |
| ---- | ---------------------- | ---------- | -------- |
| 1    | Jan Raas               | TI-Raleigh | 4h27'48" |
| 2    | Jean-Luc Vandenbroucke | La Redoute | a 35"    |
| 3    | Bert Oosterbosch       | TI-Raleigh | s.t.     |

### 2ª tappa
- 6 giugno: Esch-sur-Alzette > Grevenmacher – 183 km

| Pos. | Corridore         | Squadra    | Tempo    |
| ---- | ----------------- | ---------- | -------- |
| 1    | Leo van Vliet     | TI-Raleigh | 4h48'36" |
| 2    | Christian Poirier | La Redoute | s.t.     |
| 3    | Piet van Katwijk  | TI-Raleigh | s.t.     |

| Pos. | Corridore        | Squadra          | Tempo    |
| ---- | ---------------- | ---------------- | -------- |
| 1    | Bert Oosterbosch | TI-Raleigh       | 9h06'58" |
| 2    | Leo van Vliet    | TI-Raleigh       | a 3"     |
| 3    | Wim de Ruiter    | HB Alarmsystemen | a 15"    |

### 3ª tappa
- 7 giugno: Grevenmacher > Echternach – 173 km

| Pos. | Corridore       | Squadra    | Tempo    |
| ---- | --------------- | ---------- | -------- |
| 1    | René Bittinger  | Miko       | 4h51'18" |
| 2    | Ladislav Novák  |            | s.t.     |
| 3    | Franky De Gendt | TI-Raleigh | s.t.     |

| Pos. | Corridore | Squadra | Tempo |
| ---- | --------- | ------- | ----- |

### 4ª tappa
- 8 giugno: Echternach > Diekirch – 170 km

| Pos. | Corridore           | Squadra    | Tempo    |
| ---- | ------------------- | ---------- | -------- |
| 1    | Hubert Mathis       | Miko       | 4h35'49" |
| 2    | Szachid Zagretdinov |            | a 2'02"  |
| 3    | Leo van Vliet       | TI-Raleigh | s.t.     |

| Pos. | Corridore        | Squadra    | Tempo     |
| ---- | ---------------- | ---------- | --------- |
| 1    | Bert Oosterbosch | TI-Raleigh | 18h50'02" |
| 2    | Leo van Vliet    | TI-Raleigh | a 3"      |
| 3    | Daniel Gisiger   | Miko       | a 25"     |

## Classifiche finali

### Classifica generale
| Pos. | Corridore         | Squadra                    | Tempo     |
| ---- | ----------------- | -------------------------- | --------- |
| 1    | Bert Oosterbosch  | Ti-Raleigh-Creda           | 18h50'02" |
| 2    | Leo van Vliet     | Ti-Raleigh-Creda           | a 3"      |
| 3    | Daniel Gisiger    | Miko-Mercier-Vivagel-Volvo | a 25"     |
| 4    | Francis Da Silva  |                            | a 32"     |
| 5    | Fedor den Hertog  | Vermeer-Thijs-Mini-Flat    | a 33"     |
| 6    | Kim Andersen      | Miko-Mercier-Vivagel-Volvo | a 38"     |
| 7    | Christian Jourdan | La Redoute-Motobecane      | a 44"     |
| 8    | Saïd Gouseinov    |                            | a 45"     |
| 9    | Piet van Katwijk  | Ti-Raleigh-Creda           | a 48"     |
| 10   | Johannès Potrykus |                            | a 52"     |